# مايك بلومفيلد
مايك بلومفيلد (بالإنجليزية: Mike Bloomfield)‏ هو عازف قيثارة وعازف بيانو ومغني وموسيقي أمريكي، ولد في 28 يوليو 1943 في شيكاغو في الولايات المتحدة، وتوفي في 15 فبراير 1981 في سان فرانسيسكو في الولايات المتحدة بسبب جرعة زائدة.

## وصلات خارجية
- الموقع الرسمي
- مايك بلومفيلد على موقع IMDb (الإنجليزية)
- مايك بلومفيلد على موقع الموسوعة البريطانية (الإنجليزية)
- مايك بلومفيلد على موقع ميوزك برينز (الإنجليزية)
- مايك بلومفيلد على موقع رولينغ ستون (الإنجليزية)
- مايك بلومفيلد على موقع رولينغ ستون (الإنجليزية)
- مايك بلومفيلد على موقع إن إن دي بي (الإنجليزية)
- مايك بلومفيلد على موقع أول ميوزيك (الإنجليزية)
- مايك بلومفيلد على موقع ديسكوغز (الإنجليزية)